# Ulugbek Rashitov
Ulugbek Rashitov (23 marzo 2002) è un taekwondoka uzbeko.
Il 25 luglio 2021 ha conquistato l'oro ai Giochi di Tokyo 2020 nella categoria fino a 68 chilogrammi, sconfiggendo in finale il britannico Bradly Sinden, la prima medaglia del suo paese in questo sport e la nona medaglia d'oro da quando partecipa ai Giochi olimpici estivi.

## Palmarès
- Giochi olimpici

Tokyo 2020: oro nei 68 kg.
Parigi 2024: oro nei 68 kg.
- Giochi olimpici giovanili

Buenos Aires 2018: oro nei 48 kg.
- Giochi mondiali militari

Wuhan 2019: oro nei 58 kg.